# Kim Hannes
Kim Hannes, née le 10 août 1978 à Aarschot, est une joueuse professionnelle de squash représentant la Belgique. Elle atteint en décembre 2002 la 33e place mondiale sur le circuit international, son meilleur classement. Elle est championne de Belgique à 12 reprises, un record.

## Biographie
Après une brillante carrière junior qui la voit remporter le prestigieux British Junior Open en moins de 19 ans, l'ascension de Kim Hannes au niveau mondial est régulière quand une angine est le signe avant-coureur d'une inflammation du muscle cardiaque, stoppant sa progression. Elle se retire en 2012 après une ultime victoire aux championnats de Belgique. Elle est mariée avec le champion belge de squash Stefan Casteleyn, 19 fois champion de Belgique, avec qui elle a une petite fille et deux jumelles.

## Palmarès

### Titres
- Championnats de Belgique : 12 titres (1994, 1997, 1999-2002, 2008-2012)